# Salzsteigweg

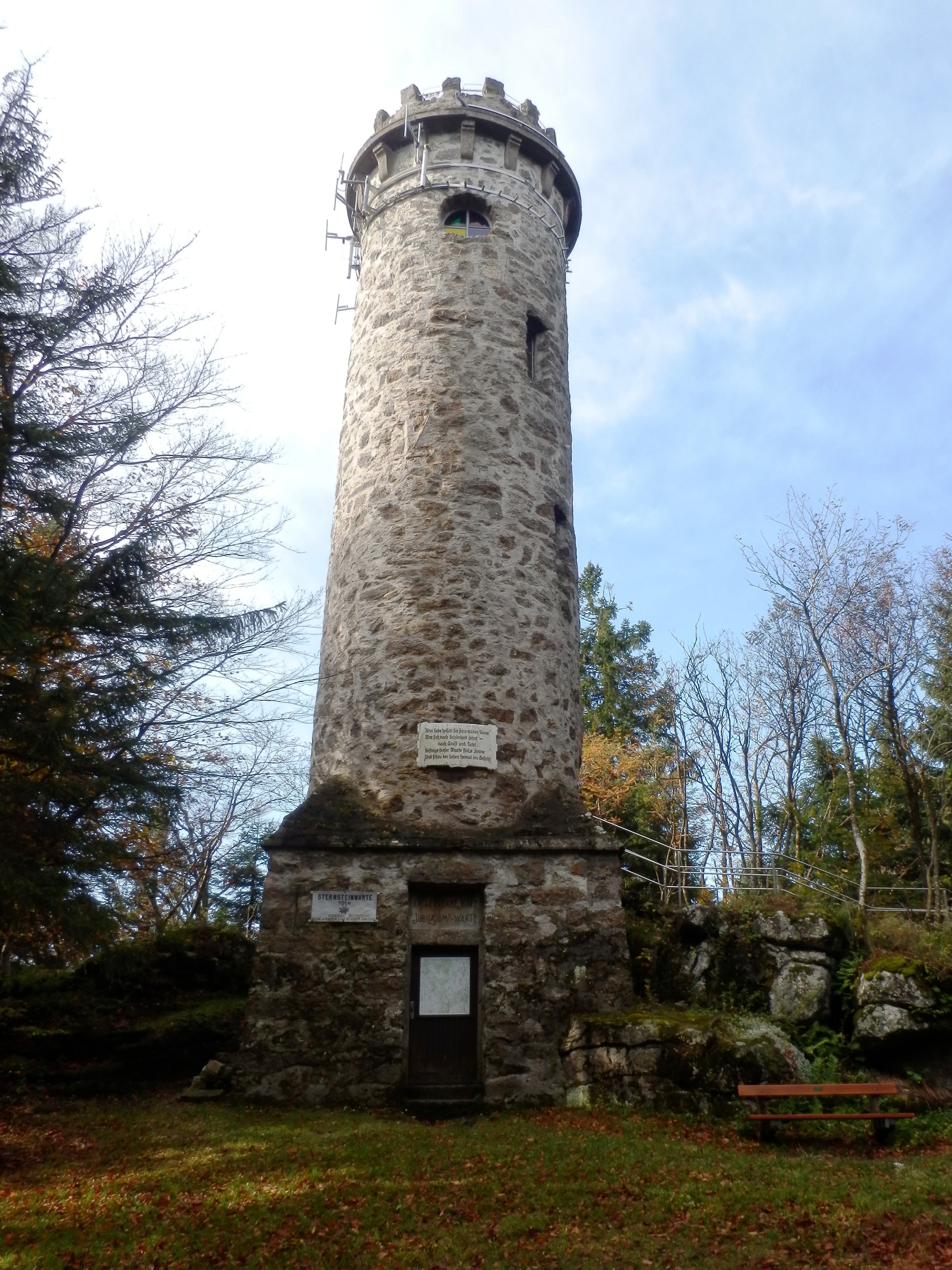
Die Aussichtswarte am Sternstein, dem nördlichen Endpunkt des Wegs

Der Salzsteigweg (auch Österreichischer Weitwanderweg 09) ist ein Weitwanderweg in Österreich, der vom  Sternstein im Böhmerwald nach Arnoldstein im Gailtal führt. Vorwiegend in  Nord-Süd-Richtung verlaufend durchquert er die Bundesländer Oberösterreich, Steiermark und Kärnten. Der 430 Kilometer lange Weg wurde am 26. Juni 1983 eröffnet, für die Durchwanderung sind etwa 20 Tage zu veranschlagen.

## Verlauf
Von der Aussichtswarte am Sternstein verläuft der Weg nach Süden nach Oberneukirchen und weiter in das Tal der Großen Rodl, aus dem zur Giselawarte am Lichtenberg aufgestiegen wird. Die Landeshauptstadt Linz wird durchwandert und nach Süden verlassen, um das Stift Sankt Florian zu erreichen.
Bei Sierning wird das Steyrtal erreicht und bei Steinbach an der Steyr durchquert. Über das Kruckenbrettl wird die Grünburger Hütte erreicht. Nach nochmaligem Abstieg ins Steyrtal wird dem Fluss bis nach Hinterstoder gefolgt. Nun werden die östlichen Ausläufer des Toten Gebirges überschritten, die Hochmölbinghütte stellt einen wichtigen Stützpunkt dar.
Nach der Durchquerung des Ennstals führt die Route in das Gebiet der Niederen Tauern. Erst wird die Planneralm erreicht, nach kurzem Aufstieg nach Donnersbachwald abgestiegen. Über die Gstemmerscharte wird ins Sölktal gewechselt. Die Haseneckscharte markiert die Überschreitung des Alpenhauptkamms, südseitig wird nach St. Peter am Kammersberg gewandert, lediglich die Stolzalpe trennt die Wanderer nun noch vom Murtal, welches bei Murau erreicht wird.
In den Nockbergen dreht der Weg vorübergehend nach Westen, über die Gipfel der Frauenalpe und der Prankerhöhe führt der Weg in den Kurort Flattnitz. Am nun folgenden Abschnitt erreicht der Salzsteigweg auf der Bretthöhe (2320 m ü. A.) seinen höchsten Punkt, bevor im Etappenort Turracher Höhe eingetroffen wird.
Vom markanten Gipfel des Falkert geht es – nun wieder vorwiegend in südlicher Richtung wandernd – nach Wiedweg und über den Wöllaner Nock nach Arriach. Nach der Überschreitung der Westflanke der Gerlitzen wird kurz der Drau nach Villach gefolgt, nun gibt der Verlauf der Gail die Richtung zum Zielpunkt in Arnoldstein vor.

## Markierung
Der Weg ist mit rot-weiß-roten Farbzeichen und Markierungstafeln mit der Wegnummer 09 gekennzeichnet, es gibt jedoch mehrere mit 09A bezeichnete Varianten.
Der Verlauf des Weitwanderwegs 09 wird durch die österreichischen alpinen Vereine festgelegt, Ansprechpartner und Auskunftsstelle ist die Sektion Weitwanderer des Österreichischen Alpenvereins. Nach Durchwanderung des Weges (oder eines Teils davon) kann dort ein Abzeichen angefordert werden.